# 주민 감사 청구제
주민감사 청구제도는 1999년부터 시행된 대한민국의 제도로, 지방자치단체와 그 장의 권한에 속하는 사무처리가 법령에 위반되거나, 공공의 이익을 현저히 해하는 경우 일정한 수 이상의 주민의 연서(連署)를 받아 주민이 직접 감사를 청구할 수 있도록 마련되었다.

## 개요
지방자치제 실시 이후 자치단체의 권한 확대에 비해 상대적으로 미흡한 책임 확보장치를 마련하기 위해 도입되었다.
서울시에서는 1996년부터 '시민감사청구제도'를 시행하였고, 이를 모델로 대한민국 정부에서 1999년 '주민감사청구제도'를 도입, 2000년부터 전국적으로 시행하였다.

## 절차
위법·부당한 행정처분 및 불합리한 행정제도로 인하여 주민의 권익을 침해받은 경우 특정 연령(만 19세 ~ 20세)에 도달한 주민의 연대서명을 받아 감사청구를 신청할 수 있으며 주민 감사관이 독립적인 위치에서 공정하게 감시하게 된다.

### 조건
지방자치단체와 그 장의 권한에 속하는 사무로서 그 처리가 법령에 위반되거나 공익을 현저히 해한다고 인정되는 경우에 청구가 가능하며, 수사 또는 재판에 관여하게 되는 사항, 개인의 사생활을 침해 할 우려가 있는 사항, 다른 기관에서 감사를 하였거나 감사중인 사항인 경우 청구 대상에서 제외된다.
특정 연령 이상의 일정 수의 주민 연서를 받은 대표자가 청구를 하게 되며, 주민의 수는 지방자치단체별로 자치단체 조례에서 정하도록 되어 있다. 보통 권익을 침해한 관청의 상급기관의 장에 신청한다. (예 : 자치구 업무 → 시장, 환경관련업무  →  환경부장관 등)

### 감사 실시 여부 결정
주민감사 실시 여부에 대한 최종 결정은 감사청구대상 여부, 감사청구요건의 적합성 여부, 감사청구인 명부에 기재된 서명 유효 여부, 감사청구와 관련된 이의신청 등을 고려하여 주무부처에 설치되어 있는 주민감사청구 심의회에서 결정한다.

### 결과 통보
주민감사 실시키로 결정된 날로부터 정해진 시일 이내 감사를 완료하여 감사청구인 대표자에게 통지하고, 그 결과를 공표하며, 해당기관에게는 시정사항을 통보하거나 필요한 조치를 요구한다.

## 현황 및 문제점
1999년 8월 주민감사청구제도가 도입된 이후 2000년 상반기부터 지자체별 청구인수 규정을 위한 조례를 제정하고 총 248개 자치단체중 247개에서 제정을 완료하였다.
2001년 11월까지 청구실적은 17건에 불과하였다. 또한, 각 지자체별 청구인 수가 상이하여 지역간 형평성 문제가 대두되었다. 광역자치단체의 경우 지자체별로 청구인 수에 많은 차이가 있다.
각 지자체가 청구인수를 20세 이상 '주민수 비율'로 정함에 따라, 매년 인구증감에 의한 청구인수의 변동으로 혼란을 초래하였다. 최근에는 주민들이 예산·회계·건축·법률 등 다양한 업무에 대해 감사를 청구함에 따라 감사의 전문성을 제고할 필요도 생겨났다.

## 관련 제도
- 시민감사관제도 : 자치단체 자체적으로 시민을 명예감사관으로 위촉하여 특정사안의 감사업무에 참여하도록 하는 제도이며, 서울·부산에서 운영 중이다.

- 옴부즈만 제도 : 자치단체의 장이 일정한 자격요건을 갖춘 자를 지역 옴부즈만으로 선임하여 고충민원의 접수·상담·조사·처리 등을 하게 하는 제도로서, 서울·대전 등 12개 자치 단체에서 운영 중이다.

## 참고 문헌
본 문서에는 서울특별시에서 지식공유 프로젝트를 통해 퍼블릭 도메인으로 공개한 저작물을 기초로 작성된 내용이 포함되어 있습니다.